# Креєшть (Бакеу)
Креєшть, Креєшті (рум. Crăiești) — село у повіті Бакеу в Румунії. Входить до складу комуни Стенішешть.
Село розташоване на відстані 238 км на північний схід від Бухареста, 37 км на південний схід від Бакеу, 86 км на південь від Ясс, 119 км на північний захід від Галаца.

## Населення
За даними перепису населення 2002 року у селі проживали 610 осіб, усі — румуни. Усі жителі села рідною мовою назвали румунську.